# Lords of the Underground
Lords of the Underground – amerykański zespół hip-hopowy.

## Historia
27 września 1993 zespół wydał swój debiutancki album Here Come the Lords, którego produkcją zajęli się Marley Marl oraz K-Def. Album zadebiutował na 66. miejscu listy Billboard 200. 1 listopada 1994 roku zespół wydał swój drugi studyjny album zatytułowany Keepers of the Funk, który był promowany przez 3 single, z których największy sukces odniósł singiel „Tic Toc”. Płyta ta była notowana na 47. miejscu listy Billboard 200. W roku 1995 zespół postanowiła zawiesić działalność. Wznowił ją w 1999 roku. 20 kwietnia tego samego roku ukazał się trzeci album zespołu o tytule Resurrection. 21 sierpnia 2007 roku wyprodukowano czwarty album zespołu – House of Lords.

## Dyskografia

### Albumy studyjne
- Here Come the Lords (27 września 1993)
- Keepers of the Funk (1 listopada 1994)
- Resurrection (20 kwietnia 1999)
- House of Lords (21 sierpnia 2007)

### Single
- „Psycho” (1992)
- „Chief Rocka” (1993)
- „Funky Child” (1993)
- „Here COme the Lords” (1993)
- „FLow On” (1994)
- „Tic Toc” (1994)
- „What I’m After” (1995)
- „Faith” (1995)